# Resolució 1342 del Consell de Seguretat de les Nacions Unides
La Resolució 1342 del Consell de Seguretat de les Nacions Unides, adoptada per unanimitat el 27 de febrer de 2001 després de reafirmar totes les resolucions anteriors del Sàhara Occidental, en particular la resolució 1108 (1997), 1292, 1301, 1309 i 1324 el Consell va ampliar el mandat de la Missió de Nacions Unides pel Referèndum al Sàhara Occidental (MINURSO) fins al 30 d'abril de 2001.
El Consell de Seguretat va reiterar el seu suport als esforços de la MINURSO i les Nacions Unides i els acords adoptats per Marroc i el Front Polisario per celebrar un referèndum lliure i just d'autodeterminació per al poble del Sàhara Occidental. Igual que amb les resolucions anteriors, el Consell va observar que es mantenien diferències fonamentals entre les parts sobre alguns aspectes relatius a l'aplicació del Pla de Regularització.
El mandat de la MINURSO es va ampliar amb la condició que les diferències restants entre les parts arribessin a una solució mútuament acceptable. Al final del seu mandat el 30 d'abril de 2001, el secretari general Kofi Annan haurà de presentar un informe sobre la situació.